# Winter (serie de televisión)
Winter, es una serie australiana transmitida del 4 de febrero del 2015 al 11 de marzo del 2015 por medio de la cadena Seven Network. La serie es un spin-off de la película para la televisión "The Killing Field" transmitida en el 2014 y protagonizada por Rebecca Gibney, Peter O'Brien, Liam McIntyre y Chloe Boreham.
Creada por Michaeley O'Brien y Sarah Smith la serie contó con la participación invitada de los actores: Trent Baines, Jack Finsterer, Mansoor Noor, Tasneem Roc, Xenia Goodwin, entre otros... 
La serie siguió a un grupo de detectives y oficiales y cómo trabajan juntos para juntar las piezas de una serie de crímenes intrincados y misteriosos.

## Historia
La detective sargento Eva Winter y el detective inspector Lachlan McKenzie, deben resolver el escalofriante asesinato de Karly Johansson, una hermosa y joven madre de 23 años en Rocky Point, un pueblo de pescadores junto al mar, al sur de Sídney.
Sin embargo esa misma noche, la joven Indiana Hope, es golpeada por un auto en Kings Cross, este accidente introduce al agente federal, Jake Harris, quien no está dispuesto a compartir su caso o a su testigo estelar con los detectives, pero Eve decide investigar.
Mientras tanto Lachlan está investigando un caso viejo, ocurrido hace ocho años atrás en la misma ciudad costera. Entre el pintoresco telón de fondo de la costa del sur y la ajetreada ciudad de Kings Cross, Eve tiene que balancear su vida personal, el trabajo y la lucha por el caso.
Los detectives y oficiales de la policía deben de investigar cuál es la conexión entre Indiana y Karly, y como estos dos accidentes de relacionan con el caso viejo que está investigando Lachlan. Pronto lo que comenzó como un homicidio doméstico terminará destapando secretos enterrados décadas atrás y llevando al equipo de Eve a un punto de tensión.

## Personajes

### Personajes principales
| Actor           | Personaje                             | Ocupación                     | N.º de episodios | Temporada |
| --------------- | ------------------------------------- | ----------------------------- | ---------------- | --------- |
| Rebecca Gibney  | Eve Winter                            | Detective Sargento            | 6                | 2015      |
| Peter O'Brien   | Lachlan McKenzie                      | Detective Inspector           | 6                | 2015      |
| Matt Nable      | Jake Harris                           | Oficial de la Policía Federal | 6                | 2015      |
| Akos Armont     | Milo Lee                              | Detective                     | 6                | 2015      |
| Antonia Prebble | Alesia Taylor                         | Detective                     | 6                | 2015      |
| Sara West       | Katherine Indiana Hope "Indy" Ziegler | Adicta                        | 6                | 2015      |

### Personajes recurrentes
| Actor             | Personaje                 | Ocupación                       | Episodios | Duración |
| ----------------- | ------------------------- | ------------------------------- | --------- | -------- |
| Richard Healy     | Steve Wheeler             | Oficial (corrupto)              | 6         | 2015     |
| Rachel Gordon     | Melanie Winter            | Psicóloga                       | 5         | 2015     |
| Tara Morice       | Judith Johansson          | -                               | 4         | 2015     |
| Zac Drayson       | Luke Thompson             | Pescador / Vendedor de Drogas   | 4         | 2015     |
| Lindsay Farris    | Martin Jenkins            | -                               | 4         | 2015     |
| Kate Mulvany      | Lauren Johansson-McIntyre | -                               | 4         | 2015     |
| Nicholas Cassim   | Peter Ziegler             | Director del Ministerio Público | 4         | 2015     |
| Katie Wall        | Tammy Davis               | Oficial                         | 4         | 2015     |
| Sam Fraser        | Harry Winter              | -                               | 3         | 2015     |
| Lewis Fitz-Gerald | Bjorn Johansson           | -                               | 2         | 2015     |
| Emma Grant        | Elizabeth Ziegler         | -                               | 2         | 2015     |
| Faith Buckner     | Faith Thompson            | -                               | 2         | 2015     |

### Antiguos personajes recurrentes
| Actor            | Personaje                | Empleo | Episodios | Duración | Estado | Causa                                                   |
| ---------------- | ------------------------ | ------ | --------- | -------- | ------ | ------------------------------------------------------- |
| Ainslie Clouston | Sharni                   | -      | 3         | 2015     | Muerta | asesinada luego de ser atropellada por un auto          |
| Tessa Lind       | Karly Johansson-Thompson | -      | 2         | 2015     | Muerta | asesinada por Karly luego de arrojarla de un acantilado |
| Tasneem Roc      | Emma Tan                 | Adicta | 1         | 2015     | Muerta | asesinada de un tiro en la cabeza                       |

## Episodios
La miniserie estuvo conformada por 6 episodios.

## Producción
La filmación de la serie comenzó en octubre del 2014 y en enero del 2015.
La serie fue dirigida por Lynn Hegarty, fue producida por la actriz Rebecca Gibney, Chris Martin-Jones y Sarah Smith, con la participación de los productores ejecutivos John Holmes y Julie McGauran.